# OCARI

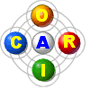
Logo Ocari

OCARI (acronyme de "Open Communication protocol for Ad hoc Reliable industrial Instrumentation") est un protocole de communication sans fil bas débit et basse consommation inspiré du standard IEEE 802.15.4. Il a été initialement développé par le consortium suivant au cours du projet ANR OCARI financé par l'Agence Nationale de la Recherche française : 
- Électricité de France, coordinateur du projet
- DCNS
- Telit
- LATTIS
- LIMOS
- INRIA
- LRI

Depuis la fin du projet ANR, EDF et INRIA ont continué à travailler ensemble (avec la participation de BeamLogic) pour industrialiser OCARI. 

## Exigences de conception
OCARI a été conçu pour satisfaire les exigences techniques suivantes :
- Fonctionnant sur les plateformes matérielles conformes au standard IEEE 802.15.4 à base du micro-contrôleur ARM Cortex M3 et des circuits RF Atmel AT86RF233/231.
- Fonctionnant en topologie maillée avec la capacité d'auto-configuration et la possibilité d'économiser de l'énergie pour pouvoir fonctionner sur batterie.
- Être en mesure de supporter un grand nombre d'instrumentations (capteurs et actionneurs) par application avec le même matériel de sorte que l'interchangeabilité est possible.

## Caractéristiques d'OCARI
OCARI se distingue des protocoles comme ZigBee, WirelessHART et ISA100.11a par les caractéristiques suivantes :
- Un routage proactif, adaptatif et économe en énergie (le chemin pour atteindre le puits a un coût énergétique minimum, et de nouveaux liens sont automatiquement créés lorsque ceux existants sont rompus, et seuls les liens symétriques sont conservés) et l'équilibrage de charge des nœuds routeur (le nœud qui a l'énergie résiduelle la plus élevée est sélectionné dynamiquement parmi les voisins à un saut).
- Une synchronisation distribuée du cycle de fonctionnement basée sur la synchronisation multi-sauts déterministe des nœuds à l'aide de balise envoyée en cascade. Il permet de déterminer la période de sommeil de l'ensemble des nœuds du réseau pour les économies d'énergie.
- Un mécanisme d'ordonnancement des activités des nœuds basé sur le coloriage distribué à trois sauts qui minimise le nombre de couleurs (slots de communication pré-réservés). Grâce à ce mécanisme, les économies d'énergie supplémentaires peuvent être obtenues en raison de la non-collision ; un nœud se réveille dans son slot s'il a des données à transmettre et dans les slots de ses voisins à 1 saut s'il a des données à recevoir, et dort le reste du temps.
- Une réutilisation spatiale de la bande passante (les nœuds à 4 sauts peuvent réutiliser la même couleur et transmettre en même temps).  Cela facilite le passage à l'échelle des applications.
- Le support de la mobilité des nœuds : le nœud mobile n'a pas de couleur, il envoie ses données vers le nœud coloré le plus proche en RSSI.

Le cycle de fonctionnement d'OCARI est découpé en 4 périodes : 
- [T0-T1] : Synchronisation multi-saut déterministe par cascade de balise.
- [T1-T2] : Transmission des messages de signalisation et de données non soumis aux exigences fortes par compétition (CSMA/CA).
- [T2-T3] : Transmission des messages de données avec exigences (collecte ou dissémination) par slots colorés.
- [T3-T0] : Sommeil

La topologie d'un réseau OCARI est la suivante :
- Coordinateur (équivalent du « PAN coordinator » d'IEEE 802.15.4) : coordinateur global d’un cluster/îlot de capteurs, son rôle est d’initier le réseau et de gérer celui-ci : attribution des adresses réseau, gestion des accès au réseau, point d’accès aux capteurs transparent à la topologie du réseau.
- Routeur (équivalent du routeur ZigBee, ZR) : il participe au relayage arborescent hiérarchique (avec TTL) lorsque les couleurs ne sont pas encore attribuées et au routage ad hoc.

## Applications d'OCARI
- Télédosimetrie en centrale nucléaire.
- Supervision temps-réel de la radioprotection.
- Détection d'incendie.
- Surveillance de machines pour la maintenance prédictive.
- Instrumentation mobile pour les essais en chantier.
- Contrôle commande en boucle ouverte.

## Les plateformes matérielles supportées par OCARI
- Dresden Electronik deRFsam3-23T09-3/23M09-3 : Atmel SAM3S et Atmel AT86RF233
- Adwave Adwrf24-LRS : Atmel SAM3S et Atmel AT86RF233 couplé à un amplificateur de puissance faible bruit

Consulter également la comparaison des modules IEEE 802.15.4